# 龐堅
庞坚（？—756年），唐朝官员，京兆泾阳人。庞玉四世孙。
庞坚娶邠王李守礼之女建宁县主，担任颍川郡太守。安禄山反唐，南阳节度使鲁炅表庞坚为长史兼防御副使，以薛愿为颍川郡太守，共守颍川。当时陈留郡、荥阳郡已被叛军攻陷，南阳被围，颍川处于交通要道。叛将阿史那承庆率领精锐攻打，城百里之内的树木都被砍伐。城兵力单薄，粮少，而薛愿、庞坚昼夜战斗，诸郡没有援兵，从正月至十一月。叛军以木鹅、冲车、飞梯攻城，箭矢如雨，士兵鼓噪如雷，夜半叛军翻城而入，二人不肯降。叛军把他们绑到东京洛阳，将要肢解，有对安禄山说："他们是义士，各为其主，杀之不祥。"于是绑在洛水之滨的树上，活活冻死。将死之时，看到的人都哭了。